# (84945) Solosky
(84945) Solosky est un astéroïde de la ceinture principale.

## Description
(84945) Solosky est un astéroïde de la ceinture principale. Il fut découvert le 27 novembre 2003 aux Monts Santa Catalina par le projet CSS. Il présente une orbite caractérisée par un demi-grand axe de 2,60 UA, une excentricité de 0,13 et une inclinaison de 10,0° par rapport à l'écliptique.

## Compléments